# Sára Kovářová
Sára Kovářová (født 9. februar 1999) er en tjekkisk håndboldspiller, som spiller for rumæanske HC Dunărea Brăila og Tjekkiets kvindehåndboldlandshold.
Hun deltog under EM 2018 i Frankrig og EM 2020 i Danmark.